# Danh sách cầu thủ tham dự Cúp bóng đá Đông Á 2013
Đây là các đội hình tham dự Cúp bóng đá Đông Á 2013, tổ chức ở Hàn Quốc. Mỗi đội hình có 23 cầu thủ, trong đó có 3 thủ môn.

## Úc[1]
Huấn luyện viên:  Holger Osieck

| Số | VT | Cầu thủ                 | Ngày sinh (tuổi)            | Trận | Bàn | Câu lạc bộ               |
| -- | -- | ----------------------- | --------------------------- | ---- | --- | ------------------------ |
| 1  | TM | Eugene Galeković        | 12 tháng 6, 1981 (32 tuổi)  | 6    | 0   | Adelaide United          |
| 12 | TM | Mark Birighitti         | 17 tháng 4, 1991 (22 tuổi)  | 0    | 0   | Newcastle Jets           |
| 18 | TM | Nathan Coe              | 1 tháng 6, 1984 (29 tuổi)   | 3    | 0   | Melbourne Victory        |
|    |    |                         |                             |      |     |                          |
| 3  | HV | Michael Thwaite         | 2 tháng 5, 1983 (30 tuổi)   | 11   | 0   | Perth Glory              |
| 4  | HV | Ryan McGowan            | 15 tháng 8, 1989 (23 tuổi)  | 3    | 0   | Shandong Luneng Taishan  |
| 6  | HV | Robert Cornthwaite      | 24 tháng 10, 1985 (27 tuổi) | 7    | 3   | Chunnam Dragons          |
| 11 | HV | Craig Goodwin           | 16 tháng 12, 1991 (21 tuổi) | 0    | 0   | Newcastle Jets           |
| 13 | HV | Jade North              | 7 tháng 1, 1982 (31 tuổi)   | 39   | 0   | Brisbane Roar            |
| 15 | HV | Trent Sainsbury         | 5 tháng 1, 1992 (21 tuổi)   | 0    | 0   | Central Coast Mariners   |
| 22 | HV | Ivan Franjić            | 10 tháng 9, 1987 (25 tuổi)  | 3    | 0   | Brisbane Roar            |
|    |    |                         |                             |      |     |                          |
| 5  | TV | Mark Milligan (Captain) | 4 tháng 8, 1985 (27 tuổi)   | 22   | 2   | Melbourne Victory        |
| 10 | TV | Dario Vidošić           | 8 tháng 4, 1987 (26 tuổi)   | 16   | 1   | Adelaide United          |
| 16 | TV | Ruben Zadkovich         | 23 tháng 5, 1986 (27 tuổi)  | 1    | 0   | Newcastle Jets           |
| 17 | TV | Matt McKay              | 11 tháng 1, 1983 (30 tuổi)  | 38   | 1   | Changchun Yatai          |
| 20 | TV | Aaron Mooy              | 15 tháng 9, 1990 (22 tuổi)  | 2    | 2   | Western Sydney Wanderers |
| 23 | TV | Joshua Brillante        | 25 tháng 3, 1993 (20 tuổi)  | 0    | 0   | Newcastle Jets           |
| 24 | TV | Erik Paartalu           | 3 tháng 5, 1986 (27 tuổi)   | 0    | 0   | Tianjin Teda             |
| 25 | TV | Mitch Nichols           | 1 tháng 5, 1989 (24 tuổi)   | 1    | 0   | Melbourne Victory        |
|    |    |                         |                             |      |     |                          |
| 7  | TĐ | Archie Thompson         | 23 tháng 10, 1978 (34 tuổi) | 50   | 28  | Melbourne Victory        |
| 19 | TĐ | Mitchell Duke           | 18 tháng 1, 1991 (22 tuổi)  | 0    | 0   | Central Coast Mariners   |
| 21 | TĐ | Adam Taggart            | 2 tháng 6, 1993 (20 tuổi)   | 3    | 2   | Newcastle Jets           |
| 26 | TĐ | Connor Pain             | 11 tháng 11, 1993 (19 tuổi) | 0    | 0   | Melbourne Victory        |
| 29 | TĐ | Tomi Jurić              | 22 tháng 7, 1991 (21 tuổi)  | 0    | 0   | Western Sydney Wanderers |

## Trung Quốc
Huấn luyện viên:  Fu Bo (caretaker)

| 1  | TM | Zeng Cheng          | 8 tháng 1, 1987 (26 tuổi)   | 20 | 0  | Guangzhou Evergrande    |  |  |
| 12 | TM | Geng Xiaofeng       | 15 tháng 10, 1987 (25 tuổi) | 3  | 0  | Shandong Luneng Taishan |  |  |
| 23 | TM | Yang Zhi            | 15 tháng 1, 1983 (30 tuổi)  | 34 | 0  | Beijing Guoan           |  |  |
|    |    |                     |                             |    |    |                         |  |  |
| 2  | HV | Li Xuepeng          | 18 tháng 9, 1988 (24 tuổi)  | 11 | 0  | Dalian Aerbin           |  |  |
| 3  | HV | Sun Xiang           | 15 tháng 1, 1982 (31 tuổi)  | 66 | 5  | Guangzhou Evergrande    |  |  |
| 4  | HV | Rong Hao            | 7 tháng 4, 1987 (26 tuổi)   | 36 | 0  | Guangzhou Evergrande    |  |  |
| 5  | HV | Du Wei              | 9 tháng 2, 1982 (31 tuổi)   | 64 | 4  | Shandong Luneng Taishan |  |  |
| 6  | HV | Shi Ke              | 8 tháng 1, 1993 (20 tuổi)   | 0  | 0  | Hangzhou Greentown      |  |  |
| 13 | HV | Liu Jianye          | 17 tháng 6, 1987 (26 tuổi)  | 34 | 0  | Jiangsu Sainty          |  |  |
| 15 | HV | Wu Xi               | 19 tháng 2, 1989 (24 tuổi)  | 5  | 0  | Jiangsu Sainty          |  |  |
| 17 | HV | Zhang Linpeng       | 9 tháng 5, 1989 (24 tuổi)   | 26 | 4  | Guangzhou Evergrande    |  |  |
|    |    |                     |                             |    |    |                         |  |  |
| 7  | TV | Cui Peng            | 31 tháng 5, 1987 (26 tuổi)  | 6  | 0  | Shandong Luneng Taishan |  |  |
| 8  | TV | Wang Yongpo         | 19 tháng 1, 1987 (26 tuổi)  | 3  | 2  | Shandong Luneng Taishan |  |  |
| 10 | TV | Zheng Zhi (Captain) | 20 tháng 8, 1980 (32 tuổi)  | 69 | 13 | Guangzhou Evergrande    |  |  |
| 16 | TV | Huang Bowen         | 13 tháng 7, 1987 (26 tuổi)  | 24 | 2  | Guangzhou Evergrande    |  |  |
| 19 | TV | Yang Hao            | 19 tháng 8, 1983 (29 tuổi)  | 31 | 2  | Guizhou Renhe           |  |  |
| 20 | TV | Wu Lei              | 19 tháng 11, 1991 (21 tuổi) | 4  | 0  | Shanghai East Asia      |  |  |
| 21 | TV | Zhang Xizhe         | 23 tháng 1, 1991 (22 tuổi)  | 1  | 0  | Beijing Guoan           |  |  |
|    |    |                     |                             |    |    |                         |  |  |
| 9  | TĐ | Yang Xu             | 12 tháng 2, 1987 (26 tuổi)  | 25 | 9  | Shandong Luneng Taishan |  |  |
| 11 | TĐ | Qu Bo               | 15 tháng 7, 1981 (32 tuổi)  | 73 | 18 | Guizhou Renhe           |  |  |
| 14 | TĐ | Sun Ke              | 26 tháng 8, 1989 (23 tuổi)  | 4  | 0  | Jiangsu Sainty          |  |  |
| 18 | TĐ | Gao Lin             | 14 tháng 2, 1986 (27 tuổi)  | 65 | 16 | Guangzhou Evergrande    |  |  |
| 22 | TĐ | Yu Dabao            | 18 tháng 4, 1988 (25 tuổi)  | 15 | 2  | Dalian Aerbin           |  |  |

## Nhật Bản[2]
Huấn luyện viên:  Alberto Zaccheroni

| Số | VT | Cầu thủ                 | Ngày sinh (tuổi)            | Trận | Bàn | Câu lạc bộ          |
| -- | -- | ----------------------- | --------------------------- | ---- | --- | ------------------- |
| 1  | TM | Takuto Hayashi          | 9 tháng 8, 1982 (30 tuổi)   | 0    | 0   | Vegalta Sendai      |
| 12 | TM | Shūsaku Nishikawa       | 18 tháng 6, 1986 (27 tuổi)  | 8    | 0   | Sanfrecce Hiroshima |
| 23 | TM | Shūichi Gonda           | 3 tháng 3, 1989 (24 tuổi)   | 1    | 0   | FC Tokyo            |
|    |    |                         |                             |      |     |                     |
| 3  | HV | Yūichi Komano (Captain) | 25 tháng 7, 1981 (31 tuổi)  | 75   | 1   | Júbilo Iwata        |
| 4  | HV | Ryota Moriwaki          | 6 tháng 4, 1986 (27 tuổi)   | 2    | 0   | Urawa Red Diamonds  |
| 5  | HV | Tomoaki Makino          | 11 tháng 5, 1987 (26 tuổi)  | 11   | 1   | Urawa Red Diamonds  |
| 6  | HV | Yuhei Tokunaga          | 25 tháng 9, 1983 (29 tuổi)  | 7    | 0   | F.C. Tokyo          |
| 16 | HV | Yūzō Kurihara           | 18 tháng 9, 1983 (29 tuổi)  | 17   | 2   | Yokohama F. Marinos |
| 26 | HV | Daisuke Suzuki          | 29 tháng 1, 1990 (23 tuổi)  | 0    | 0   | Kashiwa Reysol      |
| 35 | HV | Kazuhiko Chiba          | 21 tháng 6, 1985 (28 tuổi)  | 0    | 0   | Sanfrecce Hiroshima |
| 36 | HV | Masato Morishige        | 21 tháng 5, 1987 (26 tuổi)  | 0    | 0   | FC Tokyo            |
|    |    |                         |                             |      |     |                     |
| 17 | TV | Hotaru Yamaguchi        | 6 tháng 10, 1990 (22 tuổi)  | 0    | 0   | Cerezo Osaka        |
| 20 | TV | Hideto Takahashi        | 17 tháng 10, 1987 (25 tuổi) | 5    | 0   | FC Tokyo            |
| 28 | TV | Toshihiro Aoyama        | 22 tháng 2, 1986 (27 tuổi)  | 0    | 0   | Sanfrecce Hiroshima |
| 29 | TV | Yōjiro Takahagi         | 2 tháng 8, 1986 (26 tuổi)   | 0    | 0   | Sanfrecce Hiroshima |
| 31 | TV | Takahiro Ogihara        | 5 tháng 10, 1991 (21 tuổi)  | 0    | 0   | Cerezo Osaka        |
|    |    |                         |                             |      |     |                     |
| 9  | TĐ | Masato Kudo             | 6 tháng 5, 1990 (23 tuổi)   | 0    | 0   | Kashiwa Reysol      |
| 11 | TĐ | Genki Haraguchi         | 9 tháng 5, 1991 (22 tuổi)   | 1    | 0   | Urawa Red Diamonds  |
| 14 | TĐ | Hiroki Yamada           | 27 tháng 12, 1988 (24 tuổi) | 0    | 0   | Júbilo Iwata        |
| 21 | TĐ | Yūya Ōsako              | 18 tháng 5, 1990 (23 tuổi)  | 0    | 0   | Kashima Antlers     |
| 30 | TĐ | Yōichirō Kakitani       | 3 tháng 1, 1990 (23 tuổi)   | 0    | 0   | Cerezo Osaka        |
| 32 | TĐ | Manabu Saito            | 4 tháng 4, 1990 (23 tuổi)   | 0    | 0   | Yokohama F. Marinos |
| 33 | TĐ | Yōhei Toyoda            | 11 tháng 4, 1985 (28 tuổi)  | 0    | 0   | Sagan Tosu          |

## Hàn Quốc[5]
Huấn luyện viên:  Hong Myung-Bo

| Số | VT | Cầu thủ               | Ngày sinh (tuổi)            | Trận | Bàn | Câu lạc bộ             |
| -- | -- | --------------------- | --------------------------- | ---- | --- | ---------------------- |
| 1  | TM | Jung Sung-Ryong       | 4 tháng 1, 1985 (28 tuổi)   | 50   | 0   | Suwon Bluewings        |
| 21 | TM | Lee Bum-Young         | 2 tháng 4, 1989 (24 tuổi)   | 0    | 0   | Busan IPark            |
|    |    |                       |                             |      |     |                        |
| 6  | HV | Hong Jeong-Ho         | 12 tháng 8, 1989 (23 tuổi)  | 14   | 0   | Jeju United            |
| 4  | HV | Kim Young-Gwon        | 27 tháng 2, 1990 (23 tuổi)  | 10   | 1   | Guangzhou Evergrande   |
| 2  | HV | Kim Chang-Soo         | 12 tháng 9, 1985 (27 tuổi)  | 5    | 0   | Kashiwa Reysol         |
| 20 | HV | Hwang Seok-Ho         | 27 tháng 6, 1989 (24 tuổi)  | 1    | 0   | Sanfrecce Hiroshima    |
| 24 | HV | Jang Hyun-Soo         | 28 tháng 3, 1991 (22 tuổi)  | 1    | 0   | FC Tokyo               |
| 33 | HV | Kim Jin-Su            | 13 tháng 6, 1992 (21 tuổi)  | 0    | 0   | Albirex Niigata        |
| 14 | HV | Kim Min-Woo           | 25 tháng 2, 1990 (23 tuổi)  | 0    | 0   | Sagan Tosu             |
| 29 | HV | Lee Yong              | 24 tháng 12, 1986 (26 tuổi) | 0    | 0   | Ulsan Hyundai          |
|    |    |                       |                             |      |     |                        |
| 19 | TV | Yeom Ki-Hun (Captain) | 30 tháng 3, 1983 (30 tuổi)  | 46   | 3   | Police                 |
| 10 | TV | Ha Dae-Sung           | 2 tháng 3, 1985 (28 tuổi)   | 7    | 0   | FC Seoul               |
| 26 | TV | Lee Seung-Ki          | 2 tháng 6, 1988 (25 tuổi)   | 5    | 0   | Jeonbuk Hyundai Motors |
| 7  | TV | Cho Young-Cheol       | 31 tháng 5, 1989 (24 tuổi)  | 3    | 0   | Omiya Ardija           |
| 22 | TV | Ko Yo-Han             | 10 tháng 3, 1988 (25 tuổi)  | 3    | 0   | FC Seoul               |
| 15 | TV | Park Jong-Woo         | 10 tháng 3, 1989 (24 tuổi)  | 3    | 0   | Busan IPark            |
| 16 | TV | Lee Myung-Joo         | 24 tháng 4, 1990 (23 tuổi)  | 2    | 0   | Pohang Steelers        |
| 13 | TV | Han Kook-Young        | 19 tháng 4, 1990 (23 tuổi)  | 1    | 0   | Shonan Bellmare        |
| 34 | TV | Ko Mu-Yeol            | 5 tháng 9, 1990 (22 tuổi)   | 0    | 0   | Pohang Steelers        |
| 23 | TV | Yun Il-Lok            | 27 tháng 3, 1992 (21 tuổi)  | 0    | 0   | FC Seoul               |
|    |    |                       |                             |      |     |                        |
| 17 | TĐ | Kim Shin-Wook         | 14 tháng 4, 1988 (25 tuổi)  | 16   | 1   | Ulsan Hyundai          |
| 9  | TĐ | Seo Dong-Hyun         | 5 tháng 6, 1985 (28 tuổi)   | 4    | 0   | Jeju United            |
| 38 | TĐ | Kim Dong-Sub          | 29 tháng 3, 1989 (24 tuổi)  | 0    | 0   | Seongnam Ilhwa Chunma  |

## Thống kê cầu thủ
Player representation by club
| Số cầu thủ | Clubs                                                            |
| ---------- | ---------------------------------------------------------------- |
| 8          | Guangzhou Evergrande                                             |
| 6          | Shandong Luneng Taishan                                          |
| 5          | Melbourne Victory, Newcastle Jets, FC Tokyo, Sanfrecce Hiroshima |

Đại diện cầu thủ theo giải đấu
| Số cầu thủ | Tỉ lệ | Quốc gia             |
| ---------- | ----- | -------------------- |
| 30         | 32.6% | J. League Division 1 |
| 27         | 29.3% | Chinese Super League |
| 19         | 20.7% | A-League             |
| 15         | 16.3% | K League Classic     |
| 1          | 1.1%  | K League Challenge   |

Độ tuổi trung bình của đội hình
| Độ tuổi trung bình | Quốc gia   |
| ------------------ | ---------- |
| 25.2               | Úc         |
| 26.2               | Trung Quốc |
| 25.5               | Nhật Bản   |
| 24.5               | Hàn Quốc   |

Cầu thủ có nhiều lần ra sân nhất
| Số trận | Cầu thủ       | Quốc gia   | Câu lạc bộ           |
| ------- | ------------- | ---------- | -------------------- |
| 75      | Yūichi Komano | Nhật Bản   | Júbilo Iwata         |
| 73      | Qu Bo         | Trung Quốc | Guizhou Renhe        |
| 69      | Zheng Zhi     | Trung Quốc | Guangzhou Evergrande |

Cầu thủ ghi nhiều bàn thắng quốc tế nhất
| Số bàn thắng | Cầu thủ         | Quốc gia   | Câu lạc bộ           |
| ------------ | --------------- | ---------- | -------------------- |
| 28           | Archie Thompson | Úc         | Melbourne Victory    |
| 18           | Qu Bo           | Trung Quốc | Guizhou Renhe        |
| 16           | Gao Lin         | Trung Quốc | Guangzhou Evergrande |